# Глухарево (Псковская область)
Глухарево  — деревня в Себежском районе Псковской области России. Входит в состав городского поселения Идрица.

## География
Находится на юго-западе региона, в северо-восточной части района, в лесной местности на реке Великая.
Уличная сеть не развита.

## История
До 1924 года земли поселения Глухарева входили в Себежский уезд Витебской губернии.
В 1941—1944 гг. местность находилась под фашистской оккупацией войсками Гитлеровской Германии.
С 1995 до 2005 года деревня входила в состав ныне упразднённой Идрицкой волости.

## Население
| 2001 | 2002 | 2010 |
| ---- | ---- | ---- |
| 42   | ↘38  | ↘31  |

### Национальный состав
Согласно результатам переписи 2002 года, в национальной структуре населения русские составляли 100 % от общей численности в 11 человек.

## Инфраструктура
Личное подсобное хозяйство.

## Транспорт
Деревня доступна по дороге 58К-548 «Идрица — Ночлегово».
Автомобильная дорога общего пользования местного значения Глухарево — Пристань (идентификационный номер 58-254-553 ОП МП 58Н-126), протяжённостью 2,9 километра.